# Big and Little Wong Tin Bar
Big and Little Wong Tin Bar (chinois : 大小黄天霸), également connu sous le titre : Seven Little Valiant Fighters (chinois :橫掃江南七霸天) et Two of a Kind , est un film de 1962 tourné à Hong Kong. Il est remarquable pour être le premier film de Jackie Chan et Sammo Hung. Jusqu'en 2016, le film était considéré comme perdu. Les seules images qui ont survécu avant cette période étaient un clip d'ouverture de 9 minutes et un court clip de dialogue de 5 minutes. Le film a été redécouvert lorsqu'une copie complète a été publiée sur YouTube le 3 février 2016.
Cet article a été entièrement traduit du wikipedia anglophone consacré au film Big and Little Wong Tin Bar.

## Synopsis
Le vieux héros Wong Samtai organise un banquet pour les guerriers des quatre mers. L'invitation est également reçue par le chef de la forteresse du Vent Noir, Kam Ching, qui veut marier sa fille Lotus à son fils Wong Tinbar. Mais Tinbar ne veut pas de ce mariage et voit son avenir avec Cheung Kwailan. Le Ching affligé et sa fille volent le sceau de jade, qui appartient au roi du pouvoir magique. Tinbar est accusé de vol. Il ne trouve pas de sceau et son père est emprisonné. Cheung Kwailan est pris au piège dans la forteresse du vent noir lors d'une recherche nocturne avec Tinbar, mais l'apparition soudaine des sept petits recrues la sauve de la captivité. Grâce à cela, ses recherches se poursuivent et mènent à la grotte du dragon avec un python venimeux, où se trouve le sceau. Néanmoins, Tinbar est en état d'arrestation par le seigneur. Kwailan et les Seven Rascals forcent les coupables à se rendre - cela fait partie de la mission de sauvetage de Tinbar à la résidence du seigneur pour régler ce problème une fois pour toutes.

## Distribution
NOTE: De nombreux acteurs qui ont joué dans ce film n'ont pas les mêmes noms qu'aujourd'hui, cela est dû au fait qu'ils ont pris le nom de leur maître qui fait partie de la tradition chinoise tout en étudiant les arts martiaux.
- Yu Kai dans le rôle de Wong Tinbar
- Yuen Lau (Alias Jackie Chan) - Un enfant chanteur.
- Yuen Lung (Alias Sammo Hung) - Un enfant inconnu.
- Yuen Wah
- Ho Siu-hung – Dans le rôle de Maître Wong Sam-tai
- Cheng Bik-ying – Dans le rôle de Cheung Kwai-lan
- Yam Yin – Dans le rôle de Lotus
- Lau Hark-suen - Dans le rôle de Kam Ching, chef de la forteresse du Vent Noir
- Yuen Fu (Alias Lee Kuk-wah)
- Yuen Ting (Alias Ng Ming-choi)
- Yuen Man (Alias Mang Yuen-man)
- Yuen Tai
- Lam Yim
- Mui Yan
- Igname Tai-koon
- Wah Wan-fung

## Fiche technique
- Pays: Hong Kong
- Langue: Cantonais
- Couleur: Noir et blanc
- Son monophonique

## Commentaire de Jackie Chan
« À cette époque, il était fréquent pour les compagnies cinématographiques de venir dans les écoles d'opéra afin d'y choisir des élèves pour jouer des rôles d'enfants, et même si je n'y suis resté qu'un an, quelque chose en moi a dû impressionner le directeur... Une très grande star taïwanaise, Li Li-hua, joua ma mère dans ce film. Je pense que j'ai dû l'impressionner elle aussi car elle m'a choisi pour jouer son fils dans d'autres films par la suite... J'aimais être sur les plateaux de cinéma. Pas parce que je rêvais de devenir une star, cela vint après, mais parce que cela signifiait que je n'aurais pas à me lever à 5 heures du matin, que je n'aurais pas à m'entraîner... Bien sûr à la fin de la journée, le maître prenait tout l'argent que j'avais pu gagner, mais après avoir été traité comme un petit prince toute la journée, ça le valait bien. » I Am Jackie Chan: My Life in Action

## Chronologie des événements
Jusqu'en 2009, le film était considéré comme perdu. Après de nombreuses décennies, il a été retrouvé aux Hong Kong Film Archive (HKFA). À ce jour, le film n'a été projeté que deux fois - les 14 et 22 novembre 2009 - au Cinéma de la HKFA.
Quelques jours après les deux projections, en décembre 2009, deux courts clips (un clip d'ouverture de 9 minutes et un court clip de dialogue de 5 minutes) ont été téléchargés sur YouTube. Le 3 février 2016, le film complet a été mis en ligne sur YouTube.
Jusqu'aux projections au cinéma de la HKFA et au téléchargement en 2016, il y avait 3 scènes connues impliquant Jackie Chan et quelques enfants seulement. Il combat quelqu'un de plus âgé et chante ensuite. Certaines images de ce film sont présentées dans Jackie Chan: My Story.

## Informations sur le tournage
Big and Little Wong Tin Bar a été filmé à Hong Kong en langue cantonaise en noir et blanc film 35 mm avec un son Mono.